# Oumako
Oumako est l'un des cinq arrondissements de la commune de Comè dans le département du Mono au Bénin.

## Géographie
Oumako est situé au sud-ouest du Bénin et compte 3 villages que sont Djakote, Sivame et Tove.

## Démographie
Selon le recensement de la population de 2013 conduit par l'Institut national de la statistique et de l'analyse économique (INSAE), Oumako compte 4 599 habitants  .

## Galerie de photos

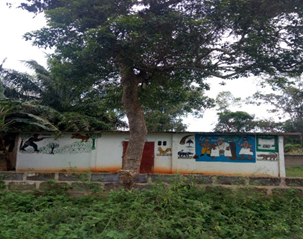
Site d’auto- inhumation de Togbey AGALA, le père fondateur de Oumako
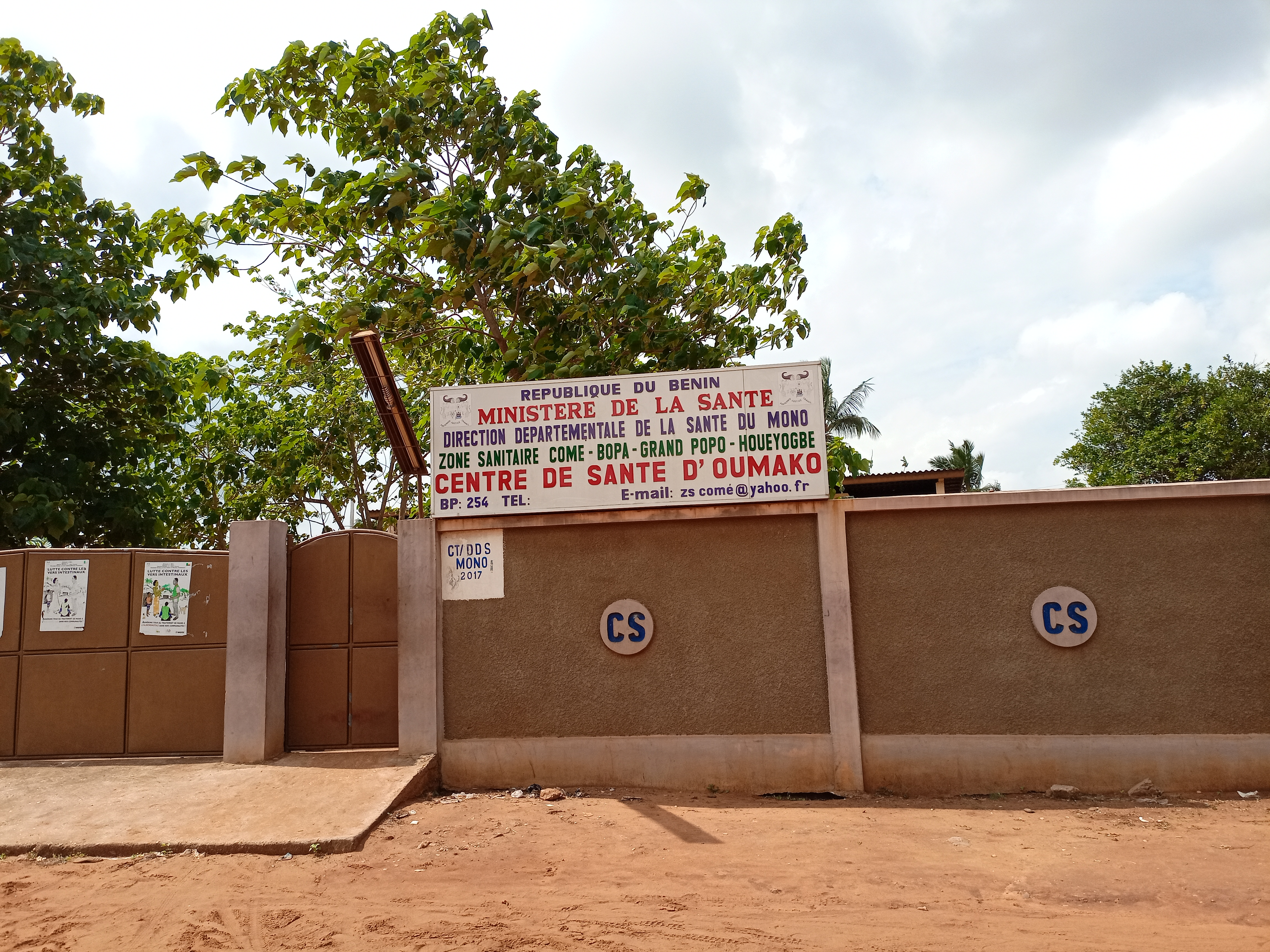
Centre de Santé de Oumako
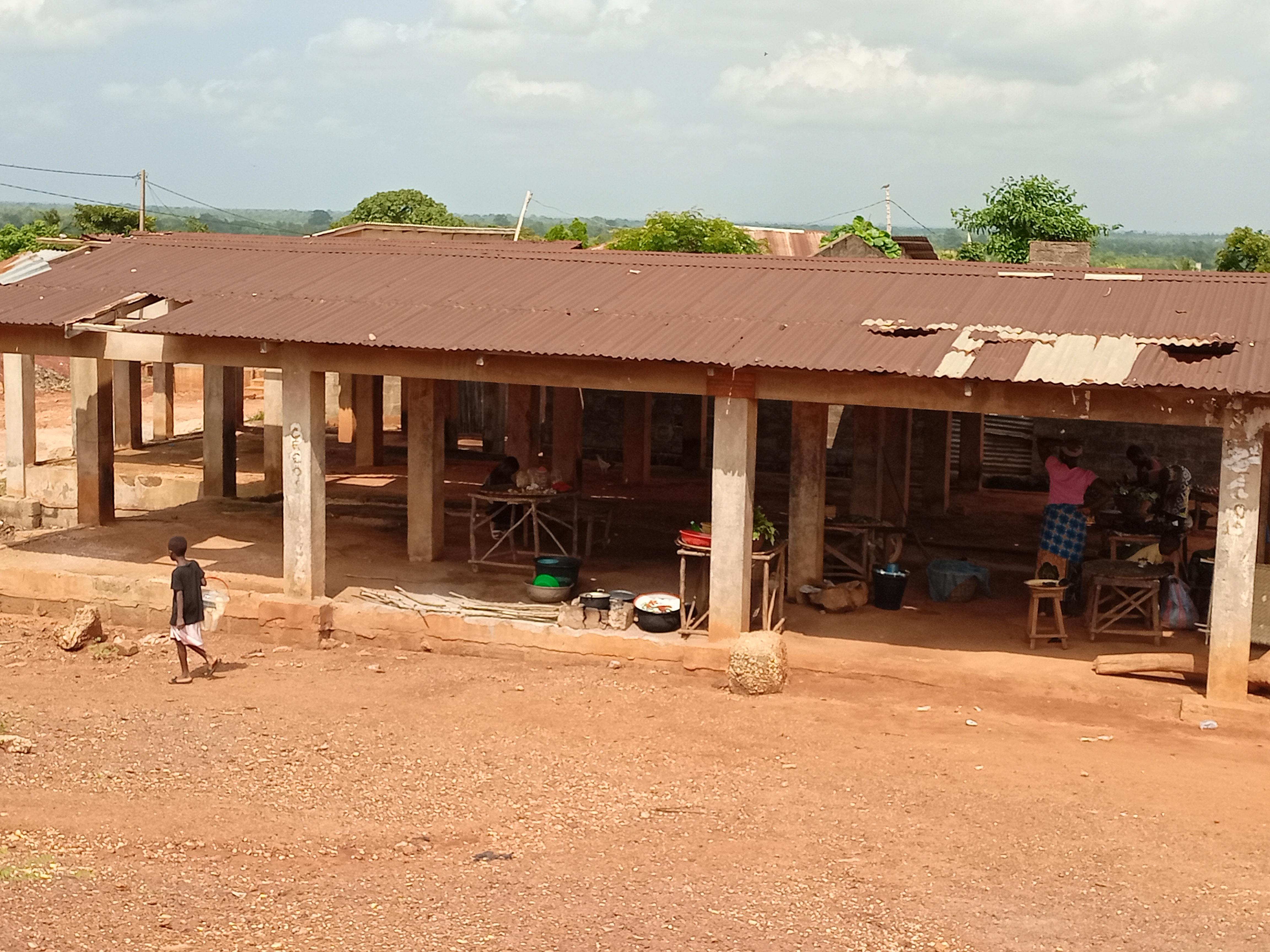
Marché de Oumako
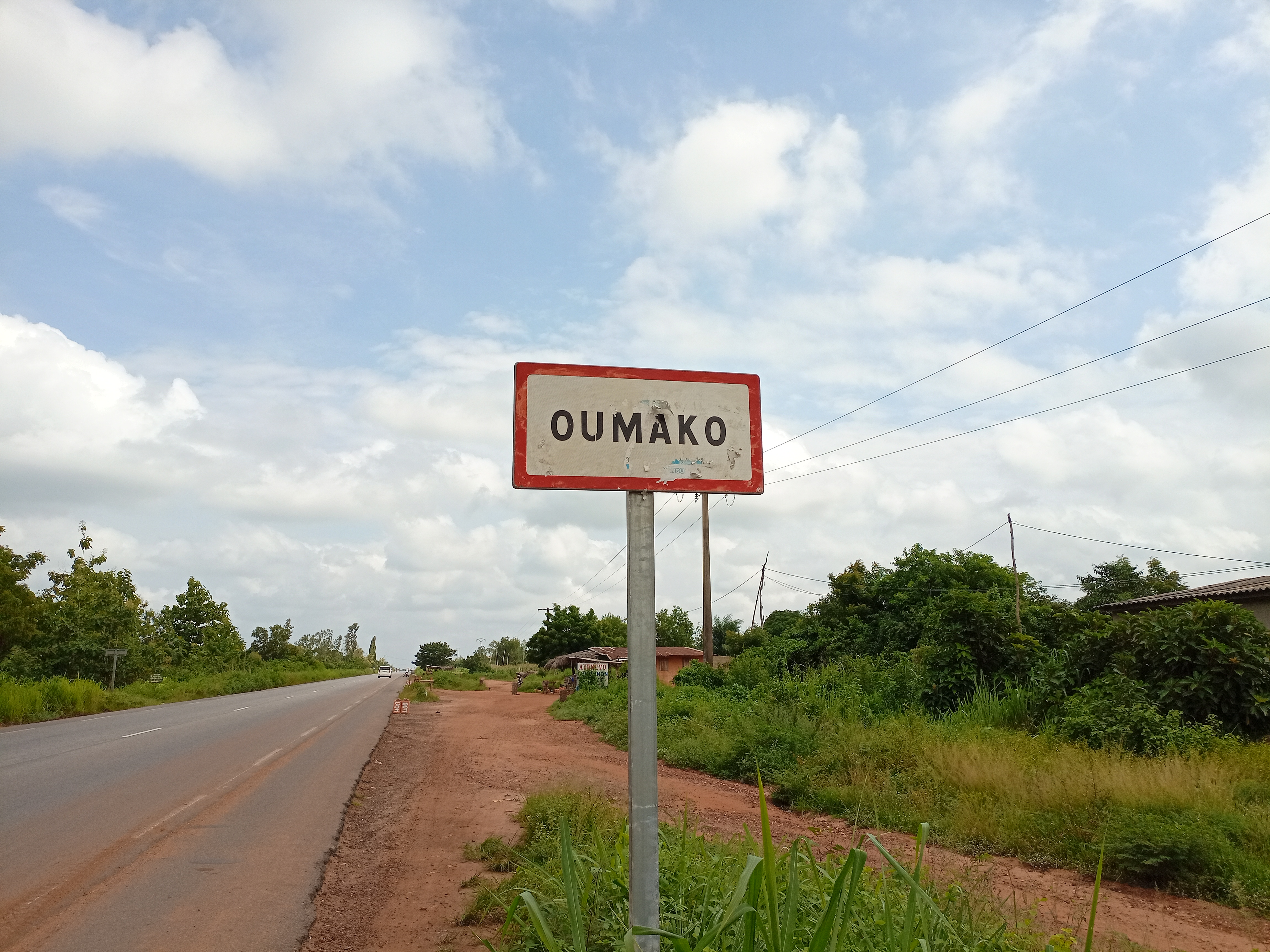
Plaque d'indication de l'arrondissement de Oumako